# Ellerbrock (Friesoythe)
Ellerbrock ist ein Ortsteil der Stadt Friesoythe im niedersächsischen Landkreis Cloppenburg.

## Geografie und Verkehrsanbindung
Der Ort liegt südwestlich des Kernbereichs von Friesoythe direkt an der in Nord-Süd-Richtung verlaufenden Landesstraße L 831. Westlich fließt die Marka. Östlich fließt die Soeste und verläuft die B 72. 